# Fußball-Verbandspokal 2015/16 (Frauen)
Über den Fußball-Verbandspokal 2015/16 wurden die Teilnehmer der 21 Landesverbände des DFB am DFB-Pokals der Frauen 2016/17 ermittelt. Die Sieger der Verbandspokale waren zur Teilnahme an der ersten Runde des DFB-Pokals berechtigt. Zweite Mannschaften dürfen nicht am DFB-Pokal teilnehmen. Sollte ein Aufsteiger in die 2. Bundesliga den Verbandspokal gewonnen haben, rückte der unterlegene Finalist nach.

## Endspielergebnisse
Die Tabelle gibt eine Übersicht über die Verbandspokal-Endspiele der Saison 2015/16. Die Mannschaft, die sich für den DFB-Pokal qualifiziert hatte, ist fett dargestellt. Die Abkürzungen hinter den Vereinsnamen stehen für die Spielklassenzuordnung der gleichen Saison: RL = Regionalliga; OL = Oberliga; VL = Verbandsliga; LL = Landesliga. Die folgende römische Zahl gibt die Ligenebene an. Bei der drittklassigen Regionalliga wird darauf verzichtet.
| Verbandspokal-Endspiele der Saison 2015/16 |                   |                                  |                                   |           |
| Verband | Ort               | Heimmannschaft                   | Gastmannschaft                    | Ergebnis  |
| Baden Sport-Lines Pokal der Frauen | Karlsruhe         | Karlsruher SC (OL / IV)          | TSV Amicitia Viernheim (VL / V)   | 9:0       |
| Bayern BFV-Verbandspokal | Augsburg          | TSV Schwaben Augsburg (RL)       | 1. FC Nürnberg (RL)               | 0:1       |
| Berlin Polytan-Pokal | Berlin            | 1. FC Union Berlin (RL)          | FC Viktoria 1889 Berlin (RL) 1    | 5:1       |
| Brandenburg Landespokal | Potsdam           | FSV Babelsberg 74 (LL / IV)      | Blau-Weiß Beelitz (RL)            | 1:5       |
| Bremen Lotto-Pokal | Bremen            | TV Eiche Horn Bremen (VL / IV)   | SC Weyhe (VL / IV)                | 1:4       |
| Hamburg ODDSET-Pokal der Frauen | Hamburg           | FC St. Pauli (VL / IV)           | FC Bergedorf 85 (RL)              | 1:3       |
| Hessen Hessenpokal | Frankfurt am Main | TSG Neu-Isenburg (VL / V)        | Eintracht Frankfurt (RL)          | 3:0       |
| Mecklenburg-Vorpommern Polytan Cup | Sternberg         | 1. FC Neubrandenburg 04 (RL)     | FSV 02 Schwerin (VL / IV)         | 4:0       |
| Mittelrhein FVM-Pokal | Düren             | KSV Heimersdorf (VL / IV)        | Sportfreunde Ippendorf (VL / IV)  | 0:2 n. V. |
| Niederrhein ARAG-Pokal | Bocholt           | Borussia Bocholt (RL)            | SV Eintracht Solingen (RL)        | 1:0       |
| Niedersachsen AOK-Niedersachsenpokal | Barsinghausen     | SV Union Meppen (OL / IV)        | ATSV Scharmbeckstotel (OL / IV)   | 5:1       |
| Rheinland Rheinlandpokal | Bad Neuenahr      | SG 99 Andernach (RL)             | TuS Issel (RL)                    | 2:1       |
| Saarland Saarlandpokal | Lebach            | SV Dirmingen (RL)                | 1. FC Riegelsberg (RL)            | 1:2       |
| Sachsen Sachsenpokal | Chemnitz          | 1. FFC Fortuna Dresden (RL)      | FC Erzgebirge Aue (RL)            | 2:0       |
| Sachsen-Anhalt Polytan FSA-Pokal | Staßfurt          | Magdeburger FFC (RL)             | Blau-Weiß Dölau (LL / IV)         | 4:1       |
| Schleswig-Holstein SHFV-Lotto-Pokal | Lübeck            | VfB Schuby (VL / V)              | SSC Hagen Ahrensburg (OL / IV)    | 0:5       |
| Südbaden SBFV-Pokal | Lenzkirch         | Hegauer FV (RL)                  | FC Freiburg-St. Georgen (LL / VI) | 3:1       |
| Südwest Südwestpokal | Kandel            | SC Siegelbach (RL) 2             | 1. FFC 08 Niederkirchen (RL)      | 0:3       |
| Thüringen Thüringenpokal | Gotha             | TSV Sundhausen 3                 | FF USV Jena II (RL)               | 0:2       |
| Westfalen Westfalenpokal | Ibbenbüren        | DJK Arminia Ibbenbüren (VL / IV) | Germania Hauenhorst (VL / IV)     | 1:0       |
| Württemberg wfv-Pokal | Alberweiler       | SV Alberweiler (OL / IV)         | TV Derendingen (RL)               | 2:0       |
| 1 Der 1. FC Union Berlin hatte sich bereits als Aufsteiger in die 2. Bundesliga qualifiziert. 2 Der 1. FFC 08 Niederkirchen hatte sich bereits als Aufsteiger in die 2. Bundesliga qualifiziert. 3 Die zweite Mannschaft des FF USV Jena war für den DFB-Pokal nicht teilnahmeberechtigt. |                   |                                  |                                   |           |